# Władimir Aszkenazi
Władimir Dawidowicz Aszkenazi, ros. Влади́мир Дави́дович Ашкена́зи (ur. 6 lipca 1937 w Gorkim) – rosyjski pianista i dyrygent, laureat wielu konkursów pianistycznych.

## Życiorys

### Wykształcenie
Pochodzi z rodziny o muzycznych tradycjach. Jego ojciec, Dawid Aszkenazi (1915-1997) był pianistą i kompozytorem pochodzenia żydowskiego. Matka, Jewstolia Grigoriewna (z domu Płotnowa), była rosyjską aktorką.
Władimir Aszkenazi zdobył wykształcenie w moskiewskich uczelniach muzycznych – najpierw w szkole rejonowej (1943–1945), a potem w Centralnej Szkole Muzycznej przy Konserwatorium Moskiewskim. Studia ukończył w Konserwatorium, gdzie był uczniem Lwa Oborina.

### Kariera pianistyczna
W trakcie swojej kariery osiągnął sukcesy na trzech ważnych konkursach pianistycznych:
- V Międzynarodowy Konkurs Pianistyczny im. Fryderyka Chopina (1955) – II nagroda[2]
- III Międzynarodowy Konkurs Muzyczny im. Królowej Elżbiety Belgijskiej (1956) – I nagroda[1]
- II Międzynarodowy Konkurs Muzyczny im. Piotra Czajkowskiego (1962) – I nagroda (ex aequo z Johnem Ogdonem)[1]

W 1963 przeprowadził się do Anglii, a w 1968 został obywatelem Islandii. Od kilkudziesięciu lat występuje w najważniejszych salach koncertowych na świecie. Występował w Europie, Azji, Ameryce Północnej, Australii i RPA. Na występy w Polsce powracał w 1957 i 2000. W 1990 został zaproszony do jury Konkursu Chopinowskiego. Współpracował z wieloma orkiestrami na świecie. Był m.in. dyrektorem muzycznym Royal Philharmonic Orchestra i Deutsches Symphonie-Orchester Berlin, a w latach 1996–2003 pierwszym dyrygentem Filharmonii Czeskiej.
W jego repertuarze są utwory m.in. Fryderyka Chopina, Josepha Haydna, Aleksandra Skriabina, Siergieja Rachmaninowa, Johannesa Brahmsa i Siergieja Prokofjewa. Nagrał kilkadziesiąt płyt m.in. dla wytwórni Decca Records.
Odznaczony kawalerią (1971), komandorią (1988), a w 2018 roku Krzyżem Wielkim Orderu Sokoła Islandzkiego.